# 麥克米倫 (密歇根州)
麥克米倫（英語：McMillan）是位於美國密歇根州盧斯縣哥倫布鎮區的一個非建制地區。

## 地理
麥克米倫所處的海拔為高於海平面238米（即781英呎），而該地所採用的時區為UTC-5，即北美东部時區（EST）。同時該地設有夏令時間，為UTC-5調快一小時，即UTC-4（EDT）。